# هایریک مورادیان
هایریک مانوکی مورادیان (ارمنی: Հայրիկ Մանուկի Մուրադյան؛  زادهٔ ۳ مهٔ ۱۹۰۵ - درگذشته ۲۲ دسامبر ۱۹۹۹) خواننده، عوام‌شناس، نژادشناس، قوم‌نگار اهل ارمنستان بود که در زمینه‌های مطالعات فرهنگ مردم، قوم‌شناسی قوم‌نگاری فعالیت می‌کرد. وی بین سال‌های - تا - میلادی فعالیت می‌کرد.

## زندگی‌نامه
وی در ۳ مهٔ ۱۹۰۵ در دزنوک به دنیا آمد و از دانشگاه دولتی ایروان فارغ‌التحصیل گشت.  همچنین برندهٔ جوایزی همچون نشان جنگ میهنی (درجه دو)، روبان مدال دفاع از قفقاز، نشان برجسته افتخار و هنرمند شایسته ارمنستان شوروی (۱۹۵۵) شده است. وی در ۲۲ دسامبر ۱۹۹۹ در سن ۹۴ سالگی در ایروان درگذشت.

## نگارخانه

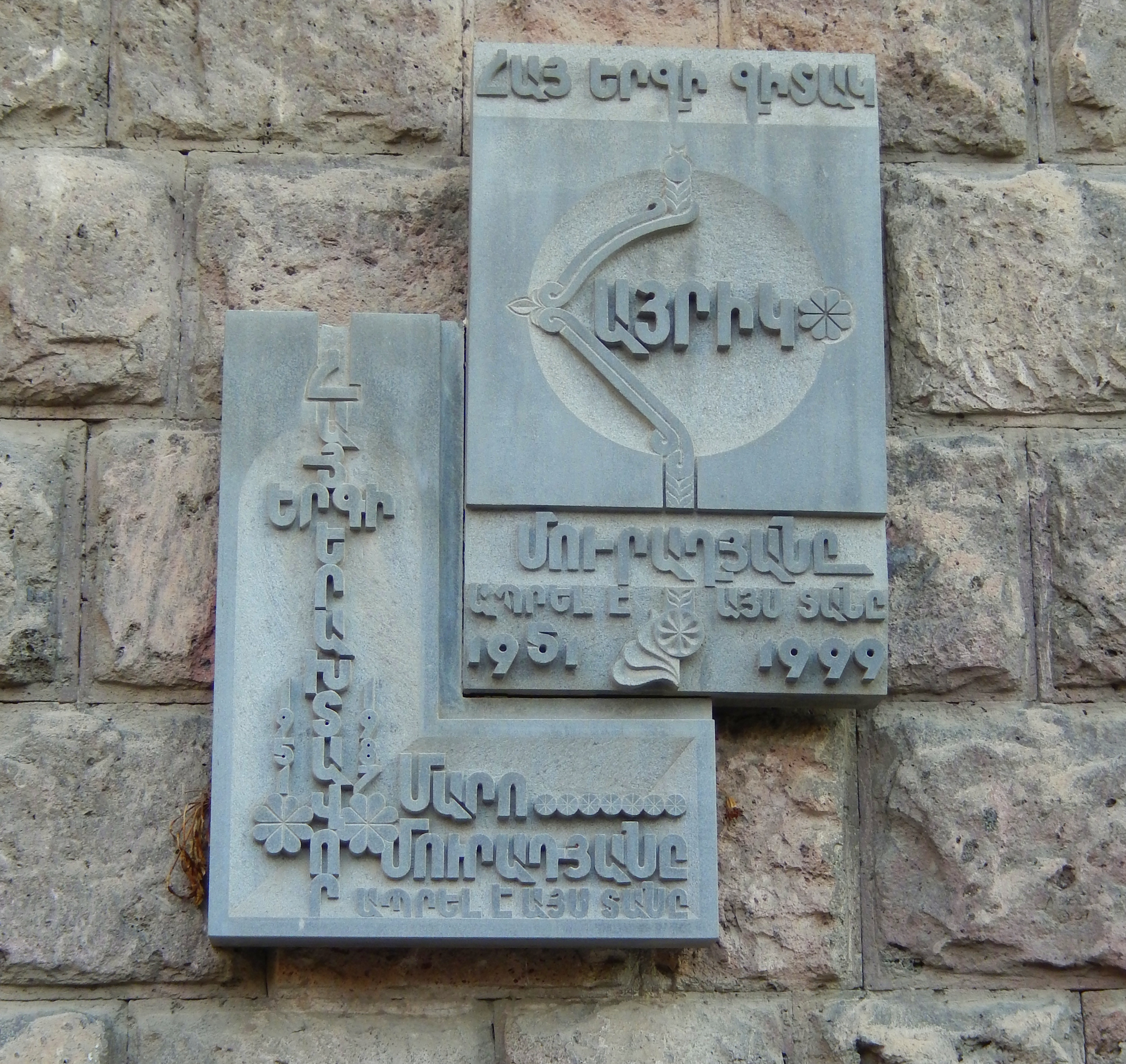